# Thạnh Thới Thuận
Thạnh Thới Thuận là một xã thuộc huyện Trần Đề, tỉnh Sóc Trăng, Việt Nam.

## Địa lý
Xã Thạnh Thới Thuận nằm ở phía tây huyện Trần Đề, có vị trí địa lý:
- Phía đông và phía nam giáp thị xã Vĩnh Châu
- Phía tây giáp huyện Mỹ Xuyên
- Phía bắc giáp xã Thạnh Thới An và huyện Mỹ Xuyên.

Xã Thạnh Thới Thuận có diện tích 35,97 km², dân số năm 2022 là 12.396 người, mật độ dân số đạt 344 người/km².

## Hành chính
Xã Thạnh Thới Thuận được chia thành 7 ấp: Thạnh An 1, Thạnh An 3, Thạnh An 4, Thạnh Nhãn 1, Thạnh Nhãn 2, Thạnh Ninh, Thạnh Phú.

## Lịch sử
Ngày 7 tháng 7 năm 1982, Hội đồng Bộ trưởng ban hành Quyết định số 111-HĐBT về việc thành lập xã Thạnh Thới Thuận thuộc huyện Mỹ Xuyên trên cơ sở một phần của xã Thạnh Thới An.
Ngày 16 tháng 9 năm 1989, Hội đồng Bộ trưởng ban hành Quyết định số 128-HĐBT về việc sáp nhập xã Thạnh Thới Bình vào xã Thạnh Thới Thuận.
Sau khi phân vạch địa giới hành chính, xã Thạnh Thới Thuận có 4.070,78 ha diện tích tự nhiên và 7.249 nhân khẩu.
Ngày 23 tháng 12 năm 2009, Chính phủ ban hành Nghị quyết số 64/NQ-CP về việc chuyển xã Thạnh Thới Thuận thuộc huyện Mỹ Xuyên về huyện Trần Đề mới thành lập quản lý.